# Victorian Championships
Victorian Championships – nierozgrywany turniej tenisowy organizowany z przerwami w latach 1952-1993 w Melbourne. Najbardziej utytułowaną tenisistką w tym turnieju jest Margaret Smith Court, która siedmiokrotnie wygrała rywalizację w grze pojedynczej oraz dziewięciokrotnie w grze podwójnej.
W 1985 roku Evonne Goolagong Cawley porażką w pierwszej rundzie turnieju zakończyła zawodową karierę. Ostatnią edycję w 1993 roku wygrała Amanda Coetzer.
Miasto Melbourne było też organizatorem innych turniejów tenisowych. Od 1971 roku rozgrywany jest tu na stałe wielkoszlemowy Australian Open, a w latach 1959, 1963, 1967, 1972 i 1975 rozegrane zostały tu edycje Australian Hardcourt Championships.

## Historia nazw turnieju
| Rok        | Nazwa                           |
| 1952–1963  | Victorian Championships         |
| 1963       | Royal South Yarra Championships |
| 1964–1970  | Victorian Championships         |
| 1976       | Toyota Colgate Championships    |
| 1977, 1979 | Toyota Classic                  |
| 1985       | Melbourne Indoors               |
| 1993       | Sunsmart Victorian Open         |

## Mecze finałowe

### Gra pojedyncza kobiet
| Rok               | Zwyciężczyni               | Finalistka                 | Wynik                      |                            |
| 1993              | Amanda Coetzer             | Naoko Sawamatsu            | 6:2, 6:3                   |                            |
| 1986- 1992        | Turniej nie był rozgrywany | Turniej nie był rozgrywany | Turniej nie był rozgrywany | Turniej nie był rozgrywany |
| 1985              | Pam Shriver                | Kathy Jordan               | 6:4, 6:4                   |                            |
| 1980- 1984        | Turniej nie był rozgrywany | Turniej nie był rozgrywany | Turniej nie był rozgrywany | Turniej nie był rozgrywany |
| 1979              | Hana Mandlíková            | Wendy Turnbull             | 6:3, 6:2                   |                            |
| 1978              | Turniej nie był rozgrywany | Turniej nie był rozgrywany | Turniej nie był rozgrywany | Turniej nie był rozgrywany |
| 1977              | Evonne Goolagong           | Wendy Turnbull             | 6:4, 6:1                   |                            |
| 1976              | Margaret Court             | Sue Barker                 | 6:2, 6:2                   |                            |
| 1972- 1975        | Turniej nie był rozgrywany | Turniej nie był rozgrywany | Turniej nie był rozgrywany | Turniej nie był rozgrywany |
| 1971              | Evonne Goolagong           | Margaret Court             | 7:6(3), 7:6(2)             |                            |
| 1970              | Margaret Court             | Kerry Melville             | 6:1, 6:1                   |                            |
| 1969              | Margaret Court             | Kerry Harris               | 6:1, 6:4                   |                            |
| 1968              | Turniej nie był rozgrywany | Turniej nie był rozgrywany | Turniej nie był rozgrywany | Turniej nie był rozgrywany |
| Początek Ery Open |                            |                            |                            |                            |
| 1967              | Billie Jean King           | Lesley Turner              | 6:3, 3:6, 7:5              |                            |
| 1966              | Turniej nie był rozgrywany | Turniej nie był rozgrywany | Turniej nie był rozgrywany | Turniej nie był rozgrywany |
| 1965              | Margaret Smith             | Nancy Richey               | 5:7, 6:3, 6:2              |                            |
| 1964              | Margaret Smith             | Jill Blackman              | 6:1, 6:3                   |                            |
| 1963              | Margaret Smith             | Judy Tegart                | 6:1, 6:0                   |                            |
| 1963              | Margaret Smith             | Lesley Turner              | 6:4, 6:4                   |                            |
| 1962              | Margaret Smith             | Lesley Turner              | 6:4, 8:6                   |                            |
| 1961              | Margaret Smith             | Darlene Hard               | 6:3, 6:2                   |                            |
| 1960              | Lesley Turner              | Mary Carter Reitano        | 4:6, 9:7, 6:3              |                            |
| 1959              | Maria Bueno                | Christine Truman           | 6:0, 5:7, 6:4              |                            |
| 1953- 1958        | Turniej nie był rozgrywany | Turniej nie był rozgrywany | Turniej nie był rozgrywany | Turniej nie był rozgrywany |
| 1952              | Maureen Connolly           | Julia Sampson              | 6:2, 6:2                   |                            |

### Gra podwójna kobiet
| Rok               | Zwyciężczynie                       | Finalistki                      | Wynik                      |                            |
| 1993              | Nicole Provis Nathalie Tauziat      | Cammy MacGregor Shaun Stafford  | 1:6, 6:3, 6:3              |                            |
| 1986- 1992        | Turniej nie był rozgrywany          | Turniej nie był rozgrywany      | Turniej nie był rozgrywany | Turniej nie był rozgrywany |
| 1985              | Pam Shriver Elizabeth Sayers        | Anne Hobbs Kathy Jordan         | 6:2, 5:7, 6:1              |                            |
| 1980- 1984        | Turniej nie był rozgrywany          | Turniej nie był rozgrywany      | Turniej nie był rozgrywany | Turniej nie był rozgrywany |
| 1979              | Wendy Turnbull Billie Jean King     | Anne Smith Dianne Fromholtz     | 6:3, 6:3                   |                            |
| 1978              | Turniej nie był rozgrywany          | Turniej nie był rozgrywany      | Turniej nie był rozgrywany | Turniej nie był rozgrywany |
| 1977              | Evonne Goolagong Cawley Betty Stöve | Patricia Bostrom Kym Ruddell    | 6:3, 6:0                   |                            |
| 1976              | Margaret Court Betty Stöve          | Linky Boshoff Ilana Kloss       | 6:2, 6:4                   |                            |
| 1972- 1975        | Turniej nie był rozgrywany          | Turniej nie był rozgrywany      | Turniej nie był rozgrywany | Turniej nie był rozgrywany |
| 1971              | Margaret Court Olga Morozowa        | Helen Gourlay Kerry Harris      | tytuł współny              |                            |
| 1970              | Margaret Court Judy Tegart          | Karen Krantzcke Kerry Melville  | 6:3, 6:4                   |                            |
| 1969              | Margaret Court Judy Tegart          | Karen Krantzcke Kerry Melville  | 3:6, 6:3, 6:2              |                            |
| 1968              | Turniej nie był rozgrywany          | Turniej nie był rozgrywany      | Turniej nie był rozgrywany | Turniej nie był rozgrywany |
| Początek Ery Open |                                     |                                 |                            |                            |
| 1966- 1967        | Turniej nie był rozgrywany          | Turniej nie był rozgrywany      | Turniej nie był rozgrywany | Turniej nie był rozgrywany |
| 1965              | Carole Caldwell Nancy Richey        | Margaret Smith Lesley Turner    | 3:6, 6:4, 6:3              |                            |
| 1964              | Robyn Ebbern Billie Jean Moffitt    | Margaret Smith Judy Tegart      | 9:7, 1:6, 6:4              |                            |
| 1963              | Robyn Ebbern Margaret Smith         | Jan Lehane Lesley Turner        | 6:4, 6:1                   |                            |
| 1962              | Robyn Ebbern Margaret Smith         | Jan Lehane Lesley Turner        | 6:4, 6:0                   |                            |
| 1961              | Robyn Ebbern Margaret Smith         | Darlene Hard Yola Ramírez       | 6:3, 7:5                   |                            |
| 1960              | Mary Carter Reitano Margaret Smith  | Mary Bevis Hawton Jan Lehane    | 3:6, 6:0, 6:4              |                            |
| 1959              | Maria Bueno Christine Truman        | Lorraine Coghlan Margaret Smith | 6:1, 6:1                   |                            |